# Korpset (TV2-program)
Korpset - Gjort af det rette stof er et TV2 program, der havde tv-premiere i 2017, og som har kørt over 7 sæsoner. Programmet er baseret på Thomas Rathsacks og 3 andre forhenværende jægersoldaters egne erfaringer i forbindelse med optagelsesprøven til Jægerkorpset. I programmet bliver 30 håbefulde mænd og kvinder sendt igennem nogle hårde fysiske udfordringer hvor kun nogle få gennemfører. Programmet har skabt nogle kontroverser da Jægerkorpset selv har taget afstand fra programmet og har vendt de fire tidligere jægersoldaters portrætter i jægerkorpsets hovedkvarter for at vanære dem. Programmets koncept er baseret på det britiske TV program "SAS: Who Dares Wins".

## Sæsoner

### Korpset 1. sæson (2017)
- Instruktører: Thomas Rathsack, Rune Krogh Danielsen, Magnus Hansson, Erik B. Jørgensen
- Premiere: 4. januar 2017
- Finalen: 8. februar 2017
- Antal afsnit: 6
- Antal deltagere: 30
- Netværk: TV 2

Deltagere
| Nummer | Navn                       | Alder | Fra           | Ud                          |
| ------ | -------------------------- | ----- | ------------- | --------------------------- |
| #5     | Morten Sort                | 34    | Nørresundby   | Dag 8, VINNERS KORPSET 2017 |
| #8     | Frederik Bundesen          | 25    | København     | Dag 8, VINNERS KORPSET 2017 |
| #25    | Kenneth Liljegren          | 43    | Mårslet       | Dag 8, VINNERS KORPSET 2017 |
| #23    | Ulrik Valentiner-Branth    | 23    | Gentofte      | Dag 7                       |
| #2     | John Dybkjær               | 38    | Silkeborg     | Dag 6                       |
| #15    | Martin Møller Palmberg     | 35    | København     | Dag 6                       |
| #20    | Christian Blondeau Vendler | 27    | Frederiksberg | Dag 5                       |
| #6     | Nick Augoustakis           | 30    | København     | Dag 5                       |
| #10    | Renni Jaque                | 38    | Valby         | Dag 5                       |
| #12    | Jacob Justesen             | 26    | Aarhus        | Dag 5                       |
| #9     | Peter Tran                 | 28    | København     | Dag 4                       |
| #3     | Marius Vaitiekus           | 31    | Nakskov       | Dag 4                       |
| #27    | Mark Raaddam               | 28    | Odense        | Dag 4                       |
| #19    | David Bonde Pedersen       | 27    | Aarhus        | Dag 4                       |
| #28    | Michael Ryel               | 24    | Søborg        | Dag 3                       |
| #24    | Benjamin Bjerregaard       | 40    | Solrød Strand | Dag 3                       |
| #16    | Anton Boelskifte           | 27    | København     | Dag 3                       |
| #4     | Michael Flinker            | 29    | Aarhus        | Dag 3                       |
| #30    | Henning Duvander Iversen   | 50    | Odense        | Dag 3                       |
| #29    | Dennis Andreasen           | 31    | Glamsbjerg    | Dag 3 (Skade)               |
| #26    | Michael Roskov Alstrup     | 26    | Valby         | Dag 2                       |
| #21    | Philip Nielsen             | 28    | København     | Dag 2                       |
| #22    | Henrik Karol Nielsen       | 24    | Søborg        | Dag 2                       |
| #17    | Mick Dyreholt              | 29    | København     | Dag 2                       |
| #18    | Henrik Kamstrup-Nielsen    | 34    | Hellerup      | Dag 2                       |
| #13    | Jacob Lind Skytte          | 24    | Brabrand      | Dag 2                       |
| #14    | André Axelsen              | 32    | Tjele Gods    | Dag 2                       |
| #11    | Carl Fiedler               | 44    | Sæby          | Dag 2                       |
| #7     | Hans Henrik Lauritzen      | 50    | Vejle         | Dag 2                       |
| #1     | Sebastian Urban Hansen     | 19    | Sorø          | Dag 2                       |

### Korpset 2. sæson (2018)
- Instruktører: Thomas Rathsack, Rune Krogh Danielsen, Magnus Hansson, Erik B. Jørgensen
- Premiere: 31. januar 2018
- Finalen: 7. marts 2018
- Antal afsnit: 6
- Antal deltagere: 30
- Netværk: TV 2

Deltagere
| Nummer | Navn                                   | Alder | Fra           | Ud                          |
| ------ | -------------------------------------- | ----- | ------------- | --------------------------- |
| #5     | Henrik Rædkjær                         | 29    | Hvidovre      | Dag 8, VINNERS KORPSET 2018 |
| #7     | Simon Bruntse Andersen                 | 25    | København     | Dag 8, VINNERS KORPSET 2018 |
| #3     | Michael Gabelgaard Schjøtt             | 25    | Aarhus        | Dag 7                       |
| #9     | Admir Klacar                           | 34    | Hørsholm      | Dag 7                       |
| #22    | Jonas Enselmann                        | 24    | København     | Dag 7                       |
| #20    | Tomas Hviid                            | 45    | Svebølle      | Dag 7                       |
| #10    | Rasmus Nielsen                         | 38    | Albertslund   | Dag 5                       |
| #23    | Morten Vile Michaelsen                 | 39    | Greve Strand  | Dag 5                       |
| #1     | Mark Linder Pedersen                   | 44    | Frederikshavn | Dag 5                       |
| #25    | Per Andersen                           | 28    | Nakskov       | Dag 5                       |
| #28    | Christian Jul Nielsen                  | 27    | Gentofte      | Dag 4                       |
| #8     | Sten Christiansen                      | 29    | København     | Dag 4                       |
| #13    | Søren Simonsen                         | 50    | Aalborg       | Dag 4                       |
| #17    | Aske Rask                              | 32    | Aarhus        | Dag 4                       |
| #30    | Alexander Christensen                  | 23    | Holstebro     | Dag 4                       |
| #21    | Tais Zarp                              | 29    | Roskilde      | Dag 3                       |
| #14    | Kristian Kureer                        | 35    | Køge          | Dag 3                       |
| #2     | Thomas Berg                            | 33    | Ballerup      | Dag 3                       |
| #11    | Hans Ditlev Benedikt Ahlefeldt-Laurvig | 30    | Aulum         | Dag 3                       |
| #29    | Thomas Østergaard Madsen               | 32    | Hobro         | Dag 3 (Skade)               |
| #4     | Polina Bambi                           | 31    | Valby         | Dag 2                       |
| #6     | Jonni Bresson Ballan de Bie            | 32    | Rødovre       | Dag 2                       |
| #12    | Jean Manhart                           | 37    | Kastrup       | Dag 2                       |
| #15    | Erik Træholt Christensen               | 31    | København     | Dag 2                       |
| #16    | Mikkel Simmelsgaard                    | 44    | Nørresundby   | Dag 2                       |
| #18    | Johnny Dietx Visholm                   | 47    | Hjørring      | Dag 2                       |
| #19    | Jens Hagbard Børsting Nielsen          | 21    | Aarhus        | Dag 2                       |
| #24    | Martin Melcher                         | 35    | København     | Dag 2                       |
| #26    | Mathias Smedstad                       | 21    | Silkeborg     | Dag 2                       |
| #27    | Jan Lundsgaard                         | 33    | Aalborg       | Dag 2                       |

### Korpset 3. sæson (2019)
- Instruktører: Thomas Rathsack, Claus Victor Staun, Erik B. Jørgensen
- Premiere: 4. juli 2019
- Finalen: 15. august 2019
- Antal afsnit: 7
- Antal deltagere: 12
- Netværk: TV 2

Deltagere
| Nummer | Navn                    | Alder | Fra              | Ud                          |
| ------ | ----------------------- | ----- | ---------------- | --------------------------- |
| #1     | Frederik Wielandt       | 24    | København        | Dag 8, VINNERS KORPSET 2019 |
| #11    | Kasper Rebenstorf       | 28    | Bagsværd         | Dag 8, VINNERS KORPSET 2019 |
| #5     | Nick Lindbjerg Trier    | 32    | Kerteminde       | Dag 7                       |
| #12    | Paw Bech Rasmussen      | 33    | Esbjerg          | Dag 6                       |
| #4     | Anders Busch            | 27    | København        | Dag 6                       |
| #7     | Søren Bang Trangbæk     | 38    | Hinnerup         | Dag 5                       |
| #3     | Sonny Nautrup Nielsen   | 33    | Aalborg          | Dag 5                       |
| #10    | Martin Holm Larsen      | 46    | Jyderup          | Dag 4                       |
| #9     | Anders Haurballe Larsen | 27    | Nyborg           | Dag 4 (Skade)               |
| #8     | Klaus Svendsen          | 38    | Herning          | Dag 3 (Skade)               |
| #6     | Charlie Klarskov        | 27    | Los Angeles, USA | Dag 2                       |
| #2     | Kenneth Friis Aaboe     | 30    | Esbjerg          | Dag 2                       |

### Korpset 4. sæson (2021)
- Instruktører: Thomas Rathsack, Rune Krogh Danielsen, Erik B. Jørgensen
- Premiere: 8. marts 2021
- Finalen: 26. april 2021
- Antal afsnit: 8
- Antal deltagere: 12
- Netværk: TV 2

Deltagere
| Nummer | Navn                     | Alder | Profession                             | Ud                          |
| ------ | ------------------------ | ----- | -------------------------------------- | --------------------------- |
| #8     | David Owe                | 43    | Skuespiller                            | Dag 8, VINNERS KORPSET 2021 |
| #10    | Rikke Hørlykke           | 44    | Tidligere håndboldspiller              | Dag 8, VINNERS KORPSET 2021 |
| #7     | Sophie Fjellvang-Sølling | 38    | Tidligere professionel skiløber        | Dag 8, VINNERS KORPSET 2021 |
| #9     | Mazen Ismail             | 35    | Forfatter, Komiker                     | Dag 7                       |
| #5     | Søren Vejby              | 46    | Skuespiller                            | Dag 7                       |
| #12    | Sarah Bro                | 24    | Tidligere professionel svømmer         | Dag 6                       |
| #1     | Christel Pixi            | 35    | Dessertkokken/DJ                       | Dag 5                       |
| #4     | Dina Thorslund           | 26    | Professionelle bokser                  | Dag 5                       |
| #6     | Cecilie Lind             | 31    | Iværksætter                            | Dag 4                       |
| #3     | Frederik Nonnemann       | 30    | Professionel danser                    | Dag 4                       |
| #2     | Bo Hamburger             | 50    | Tidligere cykelrytter                  | Dag 4 (Skade)               |
| #11    | Daniel Svensson          | 38    | Tidligere professionel håndboldspiller | Dag 3                       |

### Korpset 5. sæson (2022)
- Instruktører: Rune Krogh Danielsen, Max Grundsøe, Morten Kvist Carl
- Premiere: 29. august 2022
- Finalen: 17. oktober 2022
- Antal afsnit: 8
- Antal deltagere: 12
- Netværk: TV 2

Deltagere
| Nummer | Navn                     | Alder | Profession                          | Ud                          |
| ------ | ------------------------ | ----- | ----------------------------------- | --------------------------- |
| #1     | Katrine Nim Bruhn        | 29    | Professionel vægtløfter.            | Dag 8, VINNERS KORPSET 2022 |
| #2     | Nicolas Dalby            | 37    | MMA Fighter                         | Dag 8, VINNERS KORPSET 2022 |
| #7     | Kristina Schou Madsen    | 35    | Ekstremløber                        | Dag 8, VINNERS KORPSET 2022 |
| #11    | Mille Gori               | 33    | Danser                              | Dag 8, VINNERS KORPSET 2022 |
| #3     | Didde-Mie Lykke From     | 22    | Professionel danser                 | Dag 7                       |
| #12    | Kristian Bech            | 46    | TV-vært                             | Dag 6                       |
| #6     | Abdel Aziz Mahmoud       | 39    | Journalist og TV-vært               | Dag 6                       |
| #8     | Theresa Eslund           | 36    | Tidligere fodboldspiller            | Dag 5                       |
| #4     | David Sakurai            | 43    | Skuespiller                         | Dag 4                       |
| #10    | Kasper Kirkegaard Jensen | 34    | Radio og podcastvært                | Dag 4                       |
| #5     | Jill Liv Nielsen         | 42    | Tidligere Big Brother-vinder        | Dag 4                       |
| #9     | Lars Rasmussen           | 46    | Tidligere håndboldspiller og træner | Dag 3                       |

### Korpset 6. sæson (2023)
- Instruktører: Thomas Rathsack, Rune Krogh Danielsen, Erik B. Jørgensen, Rune Viborg
- Premiere: 6. september 2023
- Finalen: 1. november 2023
- Antal afsnit: 8
- Antal deltagere: 14
- Netværk: TV 2

Deltagere
| Nummer | Navn                  | Alder | Profession                          | Fra                | Ud                                |
| ------ | --------------------- | ----- | ----------------------------------- | ------------------ | --------------------------------- |
| #2     | Casper Steinfath      | 29    | Stand up padle atlet                | Klitmøller         | Dag 8, VINNERS KORPSET 2023       |
| #9     | Ulrikke Evensen       | 28    | Forhindringsbane Racing atlet       | Brønshøj           | Dag 8, VINNERS KORPSET 2023       |
| #4     | Aske Bang             | 35    | Filminstruktør                      | Nørrebro           | Dag 7                             |
| #12    | Ukaleq Slettemark     | 21    | Professionel skiskyder              | Lillehammer, Norge | Dag 7                             |
| #14    | Frederikke Pedersen   | 27    | Psykolog                            | Aarhus             | Dag 7                             |
| #13    | Patrick Pàl Simiglai  | 30    | Forfatter                           | Frederiksberg      | Dag 6 (Fjernet på grund af skade) |
| #6     | Moumen "Momo" Machlah | 26    | Professionel parkouratlet           | Åbyhøj             | Dag 5                             |
| #8     | Bobby Atiedu          | 31    | Professionel danser                 | Nørrebro           | Dag 4                             |
| #3     | Patricia Thyberg      | 24    | Influencer                          | København          | Dag 4                             |
| #5     | Sofia Kanamat         | 25    | Karate atlet                        | Nørrebro           | Dag 2                             |
| #11    | Alexander Clausen     | 25    | Influencer                          | Odense             | Dag 2                             |
| #7     | SæÞór Kristínsson     | 31    | Tidligere Den store bagedyst vinner | Vanløse            | Dag 2                             |
| #10    | Mathilde Beuschau     | 23    | Årgang 0 medvirkende                | København          | Dag 2                             |
| #1     | Ida Vibe Breinholt    | 20    | Professionel danser                 | København          | Dag 1                             |

### Korpset 7. sæson (2024)
- Instruktører: Thomas Rathsack, Rune Krogh Danielsen, Erik B. Jørgensen, Rune Viborg
- Beliggenhed: Feldborg
- Premiere: 4. september 2024
- Finalen: 23. oktober 2024
- Antal afsnit: 8
- Antal deltagere: 14
- Netværk: TV 2

Deltagere
| Nummer | Navn                         | Alder | Fra            | Ud                                |
| ------ | ---------------------------- | ----- | -------------- | --------------------------------- |
| #5     | Oskar Dalsjø                 | 26    | Aarhus         | Dag 8, VINNERS KORPSET 2024       |
| #6     | Katja Salskov-Iversen        | 29    | København      | Dag 8, VINNERS KORPSET 2024       |
| #12    | Annika Bornebusch            | 32    | Odense         | Dag 8, VINNERS KORPSET 2024       |
| #13    | Katinka Thane Pfeil Sørensen | 30    | Horsens        | Dag 8                             |
| #14    | Lukas Fagerholt Pedersen     | 25    | Taastrup       | Dag 7                             |
| #3     | Oliver Wilson                | 28    | Kokkedal       | Dag 6                             |
| #10    | Nanna Sofia Schlotfeldt      | 23    | København      | Dag 5                             |
| #11    | Pierre Kanstrup              | 35    | København      | Dag 4                             |
| #2     | Mathilde Halse               | 25    | København      | Dag 3                             |
| #8     | Elias Mølbæk                 | 24    | Aalborg        | Dag 3 (Fjernet på grund af skade) |
| #9     | Jeanne Schlichter            | 32    | Østerbro       | Dag 3                             |
| #7     | Ali Abdul Amir Najei         | 31    | Sjælland       | Dag 2                             |
| #1     | Tobias Sørig                 | 35    | Glostrup       | Dag 2 (Fjernet på grund af skade) |
| #4     | Fie Øther Rasmussen          | 23    | Tørring/Island | Dag 1                             |

### Korpset 8. sæson (2025)
- Instruktører: Thomas Rathsack, Rune Krogh Danielsen, Erik B. Jørgensen, Rune Viborg
- Beliggenhed: Feldborg
- Premiere: 21. april 2025
- Finalen: 9. juni 2025
- Antal afsnit: 8
- Antal deltagere: 14
- Netværk: TV 2

Deltagere
| Nummer | Navn                     | Alder | Fra       | Ud                          |
| ------ | ------------------------ | ----- | --------- | --------------------------- |
| #5     | Nicklas Holst-Jensen     | 31    | Jyllinge  | Dag 8, VINNERS KORPSET 2025 |
| #10    | Nonkoh Kallon            | 32    | København | Dag 8, VINNERS KORPSET 2025 |
| #12    | Emma Østergaard          | 27    | Højbjerg  | Dag 8                       |
| #11    | Natascha Koch Johnsen    | 32    | København | Dag 7                       |
| #9     | Sylvester Winther        | 35    | Hvidovre  | Dag 7                       |
| #3     | Laurits Lyk Eskildsen    | 21    | Herning   | Dag 5                       |
| #2     | Youssef Assouik          | 29    | København | Dag 5                       |
| #13    | Simon Osei Bryder        | 21    | København | Dag 5 (Skade)               |
| #8     | Mathilde Tegllund        | 21    | København | Dag 3                       |
| #1     | Sabrina Kuhre            | 33    | Slangerup | Dag 3                       |
| #6     | Josephine Kofoed Clausen | 29    | Holstebro | Dag 2 (Skade)               |
| #14    | Freja Byskov Andersen    | 25    | Holstebro | Dag 2                       |
| #4     | Nicoline Molina          | 24    | Kolding   | Dag 2                       |
| #7     | Jan Olesen               | 33    | Grindsted | Dag 1                       |